# Ричардсон, Ланс
Ла́нселот Хо́ллидей Ри́чардсон (англ. Lancelot Holliday Richardson; 1 апреля 1899 — 22 февраля или 22 сентября 1958), более известный как Ланс Ри́чардсон (англ. Lance Richardson) — английский футболист, вратарь.

## Футбольная карьера
Начал карьеру в клубе Второго дивизиона Футбольной лиги «Саут-Шилдс», где провёл три сезона, сыграв 56 матчей в лиге и 3 — в Кубке Англии. В апреле 1926 года перешёл в «Манчестер Юнайтед» за 1000 фунтов в качестве дублёра Альфа Стюарда, дебютировав в основном составе 1 мая 1926 года в матче Первого дивизиона против «Вест Бромвич Альбион». Провёл в клубе 42 матча (38 — в лиге и 4 — в Кубке Англии). В мае 1929 года перешёл в «Рединг», за который выступал на протяжении трёх сезонов, сыграв 84 матча (80 — в лиге и 4 — в Кубке Англии).